# Medumba
Das Medumba ist eine der elf bantoiden Bamileke-Sprachen.
Medumba wird vor allem im Département von Ndé mit den wichtigsten Siedlungen Bangangté und Tonga gesprochen.
Das Medumba ist ägyptischer Herkunft auf der Grundlage des Bamileke. Sein Name stammt von Medu MBa, einer von der altägyptischen Sprache Medu Neter abgeleiteten Sprache, und bedeutet übersetzt „göttliche Sprache“. Die Bevölkerung ist das Ergebnis von mehreren Einwanderungswellen aus dem alten Ägypten.
Der Standarddialekt ist das batongtou.

## Schrift
Das Alphabet des Medumba umfasst 33 Buchstaben, darunter 23 Konsonanten und 10 Vokale sowie auch fünf Töne, darunter drei punktuelle und zwei melodische.

### Alphabet
Folgende Buchstaben bilden das Alphabet des Medumba:
 a , α , b, c , d , ә , e , ɛ , f, g , gh, h , i, j , k, l , m, n , ŋ , o , ɔ , s, sh, t , ts, u , ʉ , v, w , ny, y , z , ' .

### Töne
Im medumba sind Medumba, die auf bestimmten Buchstaben platziert sind, keine Akzente, sondern Töne. Sie geben den Ton an, wie die relative Höhe der Stimme beim Aussprechen einer Silbe ist. Davon gibt es fünf: drei punktuelle Töne und zwei melodische Töne.